# Thung Khru
Thung Khru est l’un des 50 khets de Bangkok, capitale de la Thaïlande. 

## Points d'intérêt
- King Mongkut's University of Technology Thonburi (KMUTT)[1]
- Parc Thonburirom[2]

## Galerie

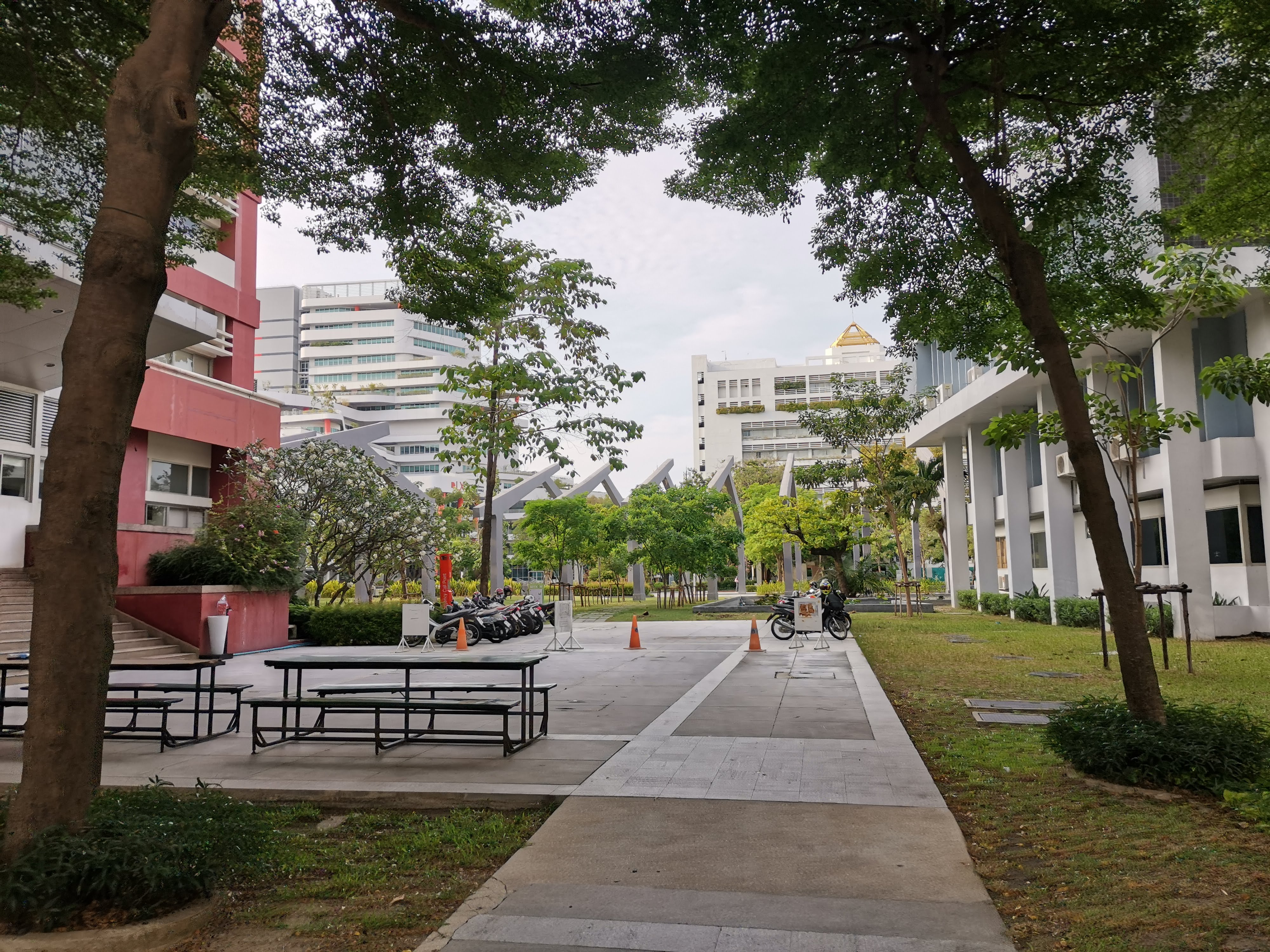
King Mongkut's University of Technology Thonburi (KMUTT)
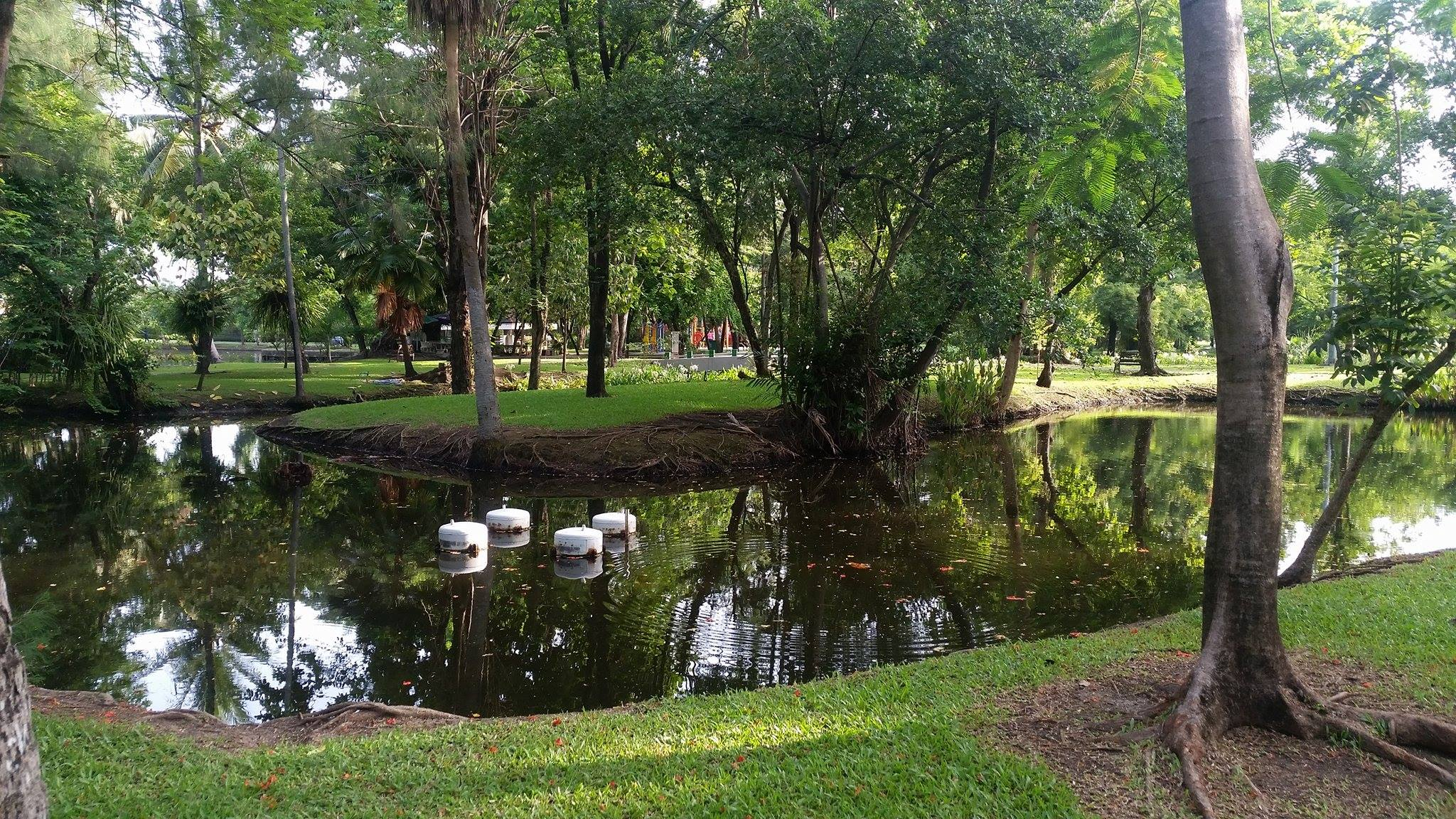
Parc Thonburirom